# السادة الأفاضل الثلاثة (فلم)
السادة الأفاضل الثلاثة (بالإنجليزية: The Three Caballeros) هو فيلم رزمة موسيقية رسوم متحركة أمريكية حية عام 1944 أنتجته والت ديزني وأصدرته RKO Radio Pictures. عُرض الفيلم لأول مرة في مكسيكو سيتي في 21 ديسمبر 1944. وصدر في الولايات المتحدة في 3 فبراير 1945 وفي المملكة المتحدة في مارس 1945. كان الفيلم السابع من أفلام والت ديزني الروائية المتحركة، ويصادف الذكرى العاشرة لانتشار الفيلم. دونالد داك ويخطط لمغامرة عبر أجزاء من أمريكا اللاتينية، تجمع بين الحركة الحية والرسوم المتحركة. هذا هو الفيلم الثاني من مجموعة الأفلام الستة التي أصدرتها شركة والت ديزني للإنتاج في الأربعينيات، بعد Saludos Amigos (1942). ومن الملاحظ أيضًا أنه أحد أول الأفلام الطويلة التي تتضمن الرسوم المتحركة التقليدية مع ممثلي الحركة الحية.
تم التخطيط للفيلم كسلسلة من المقاطع القائمة بذاتها، مدمجة معًا بواسطة جهاز دونالد داك الذي افتتح هدايا عيد ميلاد من أصدقائه في أمريكا اللاتينية. ظهر العديد من نجوم أمريكا اللاتينية في تلك الفترة، بما في ذلك المطربة أورورا ميراندا (أخت كارمن ميراندا) ودورا لوز ، وكذلك المغنية والراقصة كارمن مولينا.